# Tephritis capensis
Tephritis capensis
 es una especie de insecto díptero que Camillo Rondani describió científicamente por primera vez en el año 1863.
Esta especie pertenece al género Tephritis de la familia Tephritidae.